# Dyersburg
Dyersburg é uma cidade localizada no estado norte-americano de Tennessee, no Condado de Dyer. A cidade foi fundada em 1825.

## Demografia
Segundo o censo norte-americano de 2000, a sua população era de 17.452 habitantes.
Em 2006, foi estimada uma população de 17.401, um decréscimo de 51 (-0.3%).

## Geografia
De acordo com o United States Census Bureau tem uma área de
39,2 km², dos quais 39,0 km² cobertos por terra e 0,2 km² cobertos por água. Dyersburg localiza-se a aproximadamente 80 m acima do nível do mar.

## Localidades na vizinhança
O diagrama seguinte representa as localidades num raio de 28 km ao redor de Dyersburg.